# Pfarrkirche St. Nikolai bei Feldkirchen

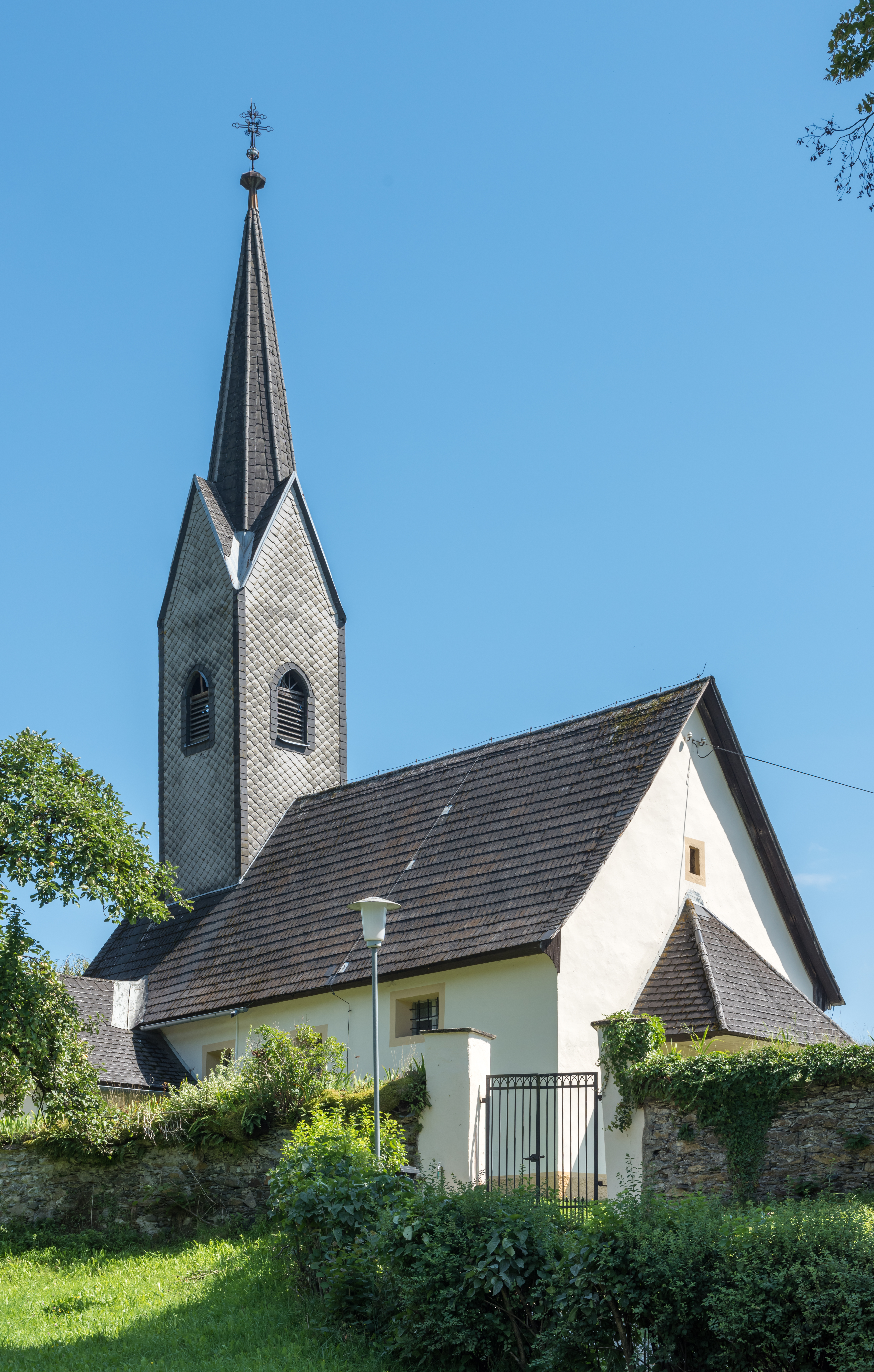
Katholische Pfarrkirche St. Nikolai bei Feldkirchen

Die römisch-katholische Pfarrkirche St. Nikolai bei Feldkirchen steht auf einem Hügel am nördlichen Rand der Ortschaft St. Nikolai in der Stadtgemeinde Feldkirchen in Kärnten im Bezirk Feldkirchen in Kärnten. Die dem Patrozinium des hl. Nikolaus von Myra unterstellte Pfarrkirche gehört zum Dekanat Feldkirchen in der Diözese Gurk-Klagenfurt. Die ehemalige Wehrkirche und der Friedhof stehen unter Denkmalschutz (Listeneintrag).

## Geschichte
Urkundlich wurde 1353 eine Kirche genannt.
Der gotische Kirchenbau aus dem 14. Jahrhundert ist von einer Wehrmauer umgeben. Die Kirche wurde 1959 nach Westen erweitert. Nördlich am Ende des Kirchweges befindet sich ein neuerer Friedhof.

## Architektur
Der kleine gotische Kirchenbau unter einem Satteldach trägt einen hohen Dachreiter mit einem Pyramidendach, die eingezogene Apsis ist halbrund, nördlich steht ein Sakristeianbau, die Westfront hat ein Portal mit einem gedrückten Bogen, daneben befindet sich ein Opfertisch, beide geschützt unter einem Vordach.
Das Kircheninnere zeigt ein Langhaus unter einer Flachdecke, die Westempore ist aus Holz. Der rundbogige Triumphbogen hat Kämpfersteine, die Apsis zeigt sich als Konche. Nördlich gibt es ein rundbogig abgefastes Portal mit einem gotischen Schloss zur sterngratgewölbten Sakristei, am Gewölbeansatz gibt es einen Kopf mit der Angabe H.E.A.
Es gibt Wandmalereien aus dem Ende des 14. Jahrhunderts, sie zeigen in der Apsis Majestas domini von Evangelistensymbolen umgeben, darunter eine teils erhaltene Apostelreihe, über dem Sakristeiportal Epiphanie, in der Laibung des Triumphbogens ein Rosettenband.

## Einrichtung
Der Hochaltar aus dem zweiten Viertel des 18. Jahrhunderts hat eine Altarmensa mit Tabernakel und seitlichen Engeln, das Antependium zeigt das Medaillon hl. Nikolaus aus dem 20. Jahrhundert. Der moderne Volksaltar steht vor dem Hochaltar. Der linke Seitenaltar aus der Mitte des 18. Jahrhunderts zeigt das Aufsatzbild hl. Dreifaltigkeit, der rechte Seitenaltar im Mittelbild hl. Nikolaus aus dem 19. Jahrhundert. Die Kanzel aus dem Ende des 17. Jahrhunderts hat einen rechteckigen Korb mit einer Stütze und keinen Schalldeckel.
Der kelchförmige polygonale gotische Taufstein wurde teils erneuert und trägt einen Pyramidendeckel aus dem 19. Jahrhundert.